# Пухальська Ольга Лаврівна
Пухальська Ольга Лаврівна (1861—1925, Миколаїв) — освітянка, культпрацівниця, завідувачка Миколаївською центральною бібліотекою у 1921—1924 рр..

## Життєпис
Народилася в 1861 р. Освіту отримала в Маріїнській гімназії в Херсоні. Трудову діяльність розпочала в 1883 р. вчителькою сільської народної школи. У 1892 р. переїхала до Миколаєва, де отримала посаду в Громадській бібліотеці.
Ставши бібліотекарем, займалася обслуговуванням користувачів, упорядкуванням першого традиційного «карткового» каталогу, організацією зустрічей з письменниками, лекцій, театральних вечорів, концертів та збором пожертвувань, що дозволяло купувати нові книги для поповнення бібліотечного фонду[первинне джерело]. У 1903—1906 рр. брала участь в організації Народного Університету, де бажаючі могли прослухати різноманітні загальноосвітні курси. У 1911 р. взяла участь у Першому Всеросійському з'їзді з бібліотечної справи, що проходив у Санкт-Петербурзі. Була членом Миколаївського товариства аматорів природи.
Після націоналізації бібліотеки у 1920 р, продовжувала працювати і у 1921—1924 рр. зайняла посаду завідуючої[первинне джерело]. В ті ж роки була членом Миколаївського бібліотечного товариства.
Померла на робочому місці у 1925 р. Похована на миколаївському некрополі. В пам'яті колег вона залишилась енергійною, цілеспрямованою і разом з тим чуйною і тактовно, людиною просвітництва.
Вже після її смерті стали відомі факти з її діяльности щодо збереження історичного спадку міста Миколаєва. У «Довідці до архівного фонду Миколаївського охранного відділення» від 4 червня 1929 р. К. Й. Осипова, зазначається, що
|  | незначна частина справ архівного фонду охранного відділення Жандармського управління була виявлена Микол[аївським] Окрархівом, зберігалися вони в Микол[аївській] громадській бібліотеці. На думку бібліотечних працівників, ці справи надійшли до Бібліотеки у період евакуації Радянської влади в 1919 р. під час приходу білих, були заховані в бібліотеці й зберігалися колишньою зав[ідувачкою] бібліотеки О. Л. Пухальською, нині померлою. Після смерті О. Л. Пухальської, врятовані нею документи надійшли на зберігання до Миколаївського окружного архівного управління. |